# Дуглас (округ, Иллинойс)
Ду́глас (англ. Douglas County) — округ в штате Иллинойс, США. Официально образован в 1859 году. Получил своё название в честь американского политического деятеля Стивена Дугласа. По состоянию на 2010 год, численность населения составляла 19 980 человек.

## География
По данным Бюро переписи США, общая площадь округа равняется 1 080,031 км2, из которых 1 077,441 км2 — суша, и 1,554 км2, или 0,100 %, — это водоемы.

## Население
По данным переписи населения 2000 года в округе проживает 19 922 жителя в составе 7574 домашних хозяйств и 5476 семей. Плотность населения составляет 18,00 человек на км2. На территории округа насчитывается 8005 жилых строений, при плотности застройки около 7-ми строений на км2. Расовый состав населения: белые — 97,25 %, афроамериканцы — 0,30 %, коренные американцы (индейцы) — 0,16 %, азиаты — 0,26 %, гавайцы — 0,01 %, представители других рас — 1,32 %, представители двух или более рас — 0,70 %. Испаноязычные составляли 3,46 % населения независимо от расы.
В составе 33,50 % из общего числа домашних хозяйств проживают дети в возрасте до 18 лет, 61,10 % домашних хозяйств представляют собой супружеские пары, проживающие вместе, 7,90 % домашних хозяйств представляют собой одиноких женщин без супруга, 27,70 % домашних хозяйств не имеют отношения к семьям, 24,70 % домашних хозяйств состоят из одного человека, 12,30 % домашних хозяйств состоят из престарелых (65 лет и старше), проживающих в одиночестве. Средний размер домашнего хозяйства составляет 2,59 человека, и средний размер семьи 3,10 человека.
Возрастной состав округа: 27,00 % — моложе 18 лет, 8,00 % — от 18 до 24, 26,80 % — от 25 до 44, 22,10 % — от 45 до 64, и 22,10 % — от 65 и старше. Средний возраст жителя округа — 37 лет. На каждые 100 женщин приходится 94,40 мужчин. На каждые 100 женщин старше 18 лет приходится 92,00 мужчин.
Средний доход на домохозяйство в округе составлял 39 439 USD, на семью — 46 117 USD. Среднестатистический заработок мужчины был 33 079 USD против 21 774 USD для женщины. Доход на душу населения составлял 18 474 USD. Около 4,20 % семей и 6,40 % общего населения находились ниже черты бедности, в том числе — 7,90 % молодежи (тех, кому ещё не исполнилось 18 лет) и 7,60 % тех, кому было уже больше 65 лет.